# Charles Sautter
Charles Louis Sautter (3 août 1830 à Marseille - 29 avril 1892 à Paris) est un banquier français. 

## Biographie
D'une famille protestante, il se lance dans le finance et fonde la maison de banque Charles Sautter & Cie, no 24 rue Drouot à Paris, qu'il dirige. Collaborateur d'Henri Germain et membre du conseil d'administration du Crédit lyonnais dès l'origine en 1863, il en est le représentant à Paris.
Il est administrateur du Crédit mobilier de 1869 à 1871.
Il devient le directeur de la Banque de Paris en 1869, puis de la Banque de Paris et des Pays-Bas en 1872, qu'il dirige jusqu'à sa mort et dont il siège au conseil d'administration à partir de 1889.
Il rejoint le conseil d'administration de la Banque de l'Indochine en 1881, qu'il préside entre 1889 à 1892.
Il préside également les Forges et aciéries du Nord et de l'Est.
Il siège également au conseil d'administration de la Compagnie des chemins de fer Bône-Guelma, de la Banque hypothécaire de France, de la Compagnie générale des marchés, des Entrepôts et magasins généraux de Paris, des Marchés du Temple et Saint-Honoré, de l'Imprimerie Chaix, etc.
Marié à Albertine Cordès, fille de Charles-Auguste Cordès et de Renée Hentsch, il est le père de Raoul Sautter et le beau-père de Gaston Sautter, Amédée Vernes (grand-père de Jean-Marc Vernes) et de Léon Odier.
Il est l'oncle d'Arthur de Claparède.
Il meurt le 29 avril 1892, à Paris.

## Distinctions
- Officier de la Légion d'honneur (18 juillet 1891)[2]

### Sources
- Jean Lambert-Dansette, Histoire de l'entreprise et des chefs d'entreprise en France, volume 5
- Claude Lützelschwab, La Compagnie genevoise des colonies suisses de Sétif: 1853-1956 : un cas de colonisation privée en Algérie, 2006
- Jean Bouvier, Le crédit Lyonnais de 1863 à 1882, 1961